# Kissin' Time
„Kissin' Time“ je píseň amerického zpěváka Bobby Rydella z roku 1959. V roce 1974 převzala a textově přepracovala tuto píseň americká rocková skupina Kiss .Ta ji vydala na svém debutovém albu nazvaném Kiss.

## Další výskyt
„Kissin' Time“ se objevila na následujících albech Kiss:
- Kiss - originální studiová verze
- The Originals - studiová verze
- Kiss Chronicles: 3 Classic Albums - koncertní verze

## Umístění
| Hitparáda(1974) | Umístění |
| --------------- | -------- |
| US Pop Single   | 83       |

## Sestava
- Paul Stanley – zpěv, rytmická kytara
- Gene Simmons – zpěv, basová kytara
- Ace Frehley – sólová kytara, basová kytara
- Peter Criss – zpěv, bicí, perkuse